# Tapos (Cadasari)
Tapos is een bestuurslaag in het regentschap Pandeglang van de provincie Banten, Indonesië. Tapos telt 4154 inwoners (volkstelling 2010).